# Gordonia dassanayakei
Gordonia dassanayakei là một loài thực vật có hoa trong họ Theaceae. Loài này được Wadhwa & Weeras. mô tả khoa học đầu tiên năm 1996.